# Tritonium
Tritonium là một chi ốc biển, là động vật thân mềm chân bụng sống ở biển trong họ Cancellariidae.

## Các loài
Các loài trong chi Tritonium gồm có:
- Tritonium clathratus (Linnaeus, 1767)[2]
- Tritonium submuricatum Schrenck, 1862[3]